# Michael Morris Killanin
Michael Morris, III Barone Killanin (Londra, 30 luglio 1914 – Dublino, 25 aprile 1999) è stato un giornalista, militare e dirigente sportivo irlandese.
Ha ricoperto la carica di Presidente del Comitato Olimpico Internazionale dal 1972 al 1980. È stato componente della Camera dei Lord dal 1935, succedendo allo zio Martin Morris, 2º Barone di Killanin.
Nato a Londra, figlio del tenente colonnello George Morris e di Dora Wesley Hall, fu educato dapprima all'Eton College e successivamente alla Sorbona (1932) e al Magdalene College di Cambridge (1935), dove fu presidente del club teatrale Footlights. Suo padre morì a Villers-Cotterêts il 1º settembre 1914 nel corso di un'azione militare, mentre era al comando delle Guardie Irlandesi (divisione della British Army).

## Militare, giornalista e scrittore

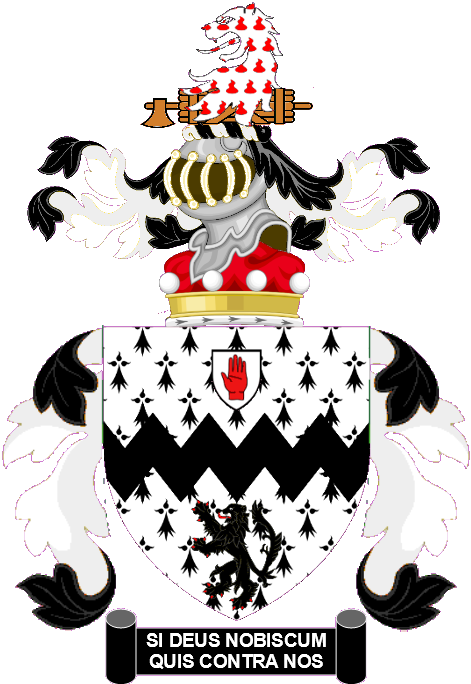
Stemma di Michael Morris Killanin.

A metà degli anni trenta intraprende la carriera di giornalista, lavorando successivamente per il Daily Express, il Daily Sketch e il Daily Mail. Tra il 1937 e il 1938 è stato corrispondente di guerra durante la Seconda guerra sino-giapponese.
Nel 1938 si arruola nell'esercito britannico ed entra nel reggimento Queen's Westminsters, dove è responsabile del reclutamento di giornalisti e amici che sono musicisti e attori. Prende parte alla Seconda guerra mondiale, durante la quale raggiunge il grado di maggiore, e partecipa alla pianificazione del D-Day e della Battaglia di Normandia nel 1944, durante la quale agisce come maggiore di brigata della 30ª Brigata armata, parte del 79ª divisione: per questa ragione è stato insignito dell'Ordine dell'Impero Britannico.
Tornato in Irlanda, si dedica alla scrittura ed alla produzione di molte pellicole cinematografiche.

## Presidenza del CIO
Nel 1950 diviene presidente del Comitato Olimpico Irlandese, e nel 1952 entra a far parte del Comitato Olimpico Internazionale. Raggiunge la carica di vice presidente del CIO nel 1968 e nel 1972 succede ad Avery Brundage come presidente, venendo eletto nel corso della 73.ma sessione olimpica tenutasi a Monaco di Baviera tra il 21 ed il 24 agosto, poco prima dei Giochi olimpici.
Nel corso della sua presidenza il Movimento Olimpico visse due boicottaggi dell'evento.
Il primo fu opera del blocco africano, che nel corso dei Giochi olimpici di Montreal 1976 si ritirò per protesta contro la presenza della Nuova Zelanda, ritenuta colpevole di intrattenere rapporti col Sudafrica, già bandito dai Giochi olimpici nel 1964 a causa delle sue politiche di apartheid.
Il secondo fu quello operato dagli Stati Uniti e dal blocco occidentale contro l'invasione dell'URSS in Afghanistan: molti paesi non parteciparono, altri (come l'Italia) si presentarono con i soli atleti non appartenenti a corpi militari, sotto l'egida della bandiera e dell'inno olimpico.
Lord Killanin si è dimesso dalla presidenza del CIO nel 1980, alla vigilia delle Olimpiadi di Mosca. A lui è succeduto Juan Antonio Samaranch.
È stato anche direttore di diverse società ed ha prodotto pellicole cinematografiche, collaborando, fra le tante, con il suo amico di lunga data John Ford nel film Un uomo tranquillo. Fra il 1961 ed il 1984 è stato console generale onorario del Principato di Monaco in Irlanda.
È morto nella sua casa di Dublino nel 1999 ed è sepolto nel nuovo cimitero di Galway.